# Gennes-Val-de-Loire
Gennes-Val-de-Loire è dal 1º gennaio 2018 un nuovo comune francese sito nel dipartimento di Maine e Loira nella regione di Paesi della Loira. Esso è il risultato della fusione del vecchio comune di Gennes-Val de Loire con i comuni di Les Rosiers-sur-Loire e di Saint-Martin-de-la-Place.

## Geografia fisica
Comune del nord Saumurois, Gennes-Val-de-Loire è un villaggio dell'Angiò situato sulle rive della Loira, che si trova sulla strada dipartimentale D 751, Saint-Georges-des-Sept-Voies - Chênehutte-Trèves-Cunault, nel cuore del parco naturale regionale Loire-Anjou-Touraine.

## Storia
Il nuovo comune di Gennes-Val-de-Loire nasce dalla fusione di Gennes-Val de Loire con i comuni di Les Rosiers-sur-Loire e di Saint-Martin-de-la-Place.
Creato il 1º gennaio 2016, Gennes-Val de Loire era il risultato della fusione di cinque comuni : Chênehutte-Trèves-Cunault, Gennes, Grézillé, Saint-Georges-des-Sept-Voies e Le Thoureil, ufficializzata con decreto prefettizio del 5 ottobre 2015. Rispetto a Gennes-Val de Loire, che aveva il suo capoluogo a Gennes, il nuovo comune di Gennes-Val-de-Loire ha il suo capoluogo a Les Rosiers-sur-Loire.

## Monumenti e luoghi d'interesse
- Chiesa di Notre-Dame des Tuffeaux (Chênehutte-Trèves-Cunault)
- Chiesa di Saint-Pierre-en-Vaux (Saint-Georges-des-Sept-Voies)
- Abbazia di Saint-Maur de Glanfeuil (Le Thoureil)
- Chiesa di Saint-Genulf (Le Thoureil)
- Chiesa di Saint-Gervais-et-Saint-Protais de Bessé (Le Thoureil)
- Chiesa di Saint-Vétérin (Gennes)
- Chiesa di Saint-Eusèbe (Gennes)
- Chiesa di Saint-Aubin (Chênehutte-Trèves-Cunault)
- Chiesa di Notre-Dame  (Chênehutte-Trèves-Cunault)
- Chiesa di Saint-Maxenceul (Chênehutte-Trèves-Cunault)
- Cappella Saint-Macé (Chênehutte-Trèves-Cunault).
- Romitaggio di Saint-Jean.
- Chiesa di Saint-Barnabé (Saint-Georges-des-Sept-Voies).
- Chiesa di Saint-Martin (Saint-Martin-de-la-Place)
- Priorato della Madeleine de Boumois.
- Chiesa di Notre-Dame  (Rosiers-sur-Loire).

## Economia
A Rosiers-sur-Loire nel 2008, su 220 aziende presenti nel comune, il 51% appartenevano ai settori del commercio e dei servizi e il 25% a quello dell'agricoltura.
Due anni dopo, nel 2010, su 228 aziende presenti nel comune, il 23% appartenevano al settore dell'agricoltura (contro una media del 17% del dipartimento), il 7% al settore dell'industria, il 10% al settore delle costruzioni, il 52 % a quello del commercio e dei servizi e l'8% ai settori dell'amministrazione e della sanità.
Su 238 aziende presenti nel comune a fine 2014, il 15% appartenevano al settore dell'agricoltura (contro una media dell'11 % del dipartimento), il 10% al settore dell'industria, l'8% al settore delle costruzioni, il 56% a quelli del commercio e dei servizi e il 12 % ai settori dell'amministrazione e della sanità.
A Gennes, su 181 aziende presenti nel comune a fine 2010, il 14% appartenevano al settore dell'agricoltura (contro una media del 17% per il dipartimento), l'11% al settore dell'industria, l'11% al settore delle costruzioni, il 51% a quello del commercio e dei servizi e il 14% al settore dell'amministrazione e della sanità.